# 諏訪光洋
諏訪 光洋（すわ みつひろ、1971年 - ）は、日本の総合制作代理店・ロフトワークの共同創業者。株式会社ロフトワーク代表取締役社長。

## 経歴
1971年、米国サンディエゴ生まれ。慶應義塾大学総合政策学部（SFC）を卒業し、FMラジオ局「InterFM」の設立に参画、同局最初のクリエイティブディレクターへ就任。
1997年に渡米。School of Visual Arts Digital Arts専攻を経てニューヨークでデザイナーとして活動。2000年、クリエイティブの新しい形の流通を目指しクリエイターネットワーク「loftwork.com（ロフトワークドットコム）」の構築をスタートし、ロフトワークを林千晶と共に設立。2003年、代表取締役に就任。

## Fabcafe
2012年３月、ものづくりの出来るカフェとしてのFabcafeをトリプルセブンインタラクティブの福田敏也と共同でオープンさせた。